# Любберштедт
Любберштедт (нем. Lübberstedt) — община в Германии, в земле Нижняя Саксония.
Входит в состав района Остерхольц. Подчиняется управлению Хамберген. Население составляет 737 человек (на 31 декабря 2010 года). Занимает площадь 12,32 км².